# Compaq
Compaq Computer Corporation (рус. «Компак компьютер») — американская компания по производству персональных компьютеров. Основана в 1982 году. Некоторое время Compaq была крупнейшим поставщиком компьютеров в мире, в 1998 году выпустив больше компьютеров, чем у трёх ближайших конкурентов, вместе взятых. В 1980-х годах Compaq одной из первых начала производить недорогие IBM PC-совместимые компьютеры. Компания прекратила самостоятельное существование в 2002 году, когда произошло её слияние с HP. Слово «Compaq» является акронимом, образованным от английского словосочетания «совместимость и качество» (Compatibility and quality).

## История

### 1980-е
Compaq была основана в феврале 1982 года Родом Кэнионом, Джимом Харрисом и Биллом Марто, тремя старшими менеджерами компании по производству полупроводников Texas Instruments. Каждый из них вложил в образование компании по 1000 американских долларов. Часто упоминается, что изначальная архитектура Compaq PC впервые была набросана на встрече основателей за обедом в ресторане «House of Pies» в Хьюстоне. В поисках инвестиций основатели Compaq обратились к Бену Розену (Ben Rosen), президенту компании Sevin-Rosen Partners, специализировавшейся на вложениях в рискованные секторы высокотехнологичных отраслей. Розен согласился вложить деньги в развитие Compaq. Позднее он стал председателем совета директоров Compaq и занимал эту должность до 2000 года.
В ранние годы своего существования Compaq была в хороших отношениях с IBM PC Group, и более того, оттуда в Compaq перешли двое ключевых руководителей по маркетингу, Джим Д’Ареззо (Jim D’Arezzo) и Спарки Спаркс (Sparky Sparks).

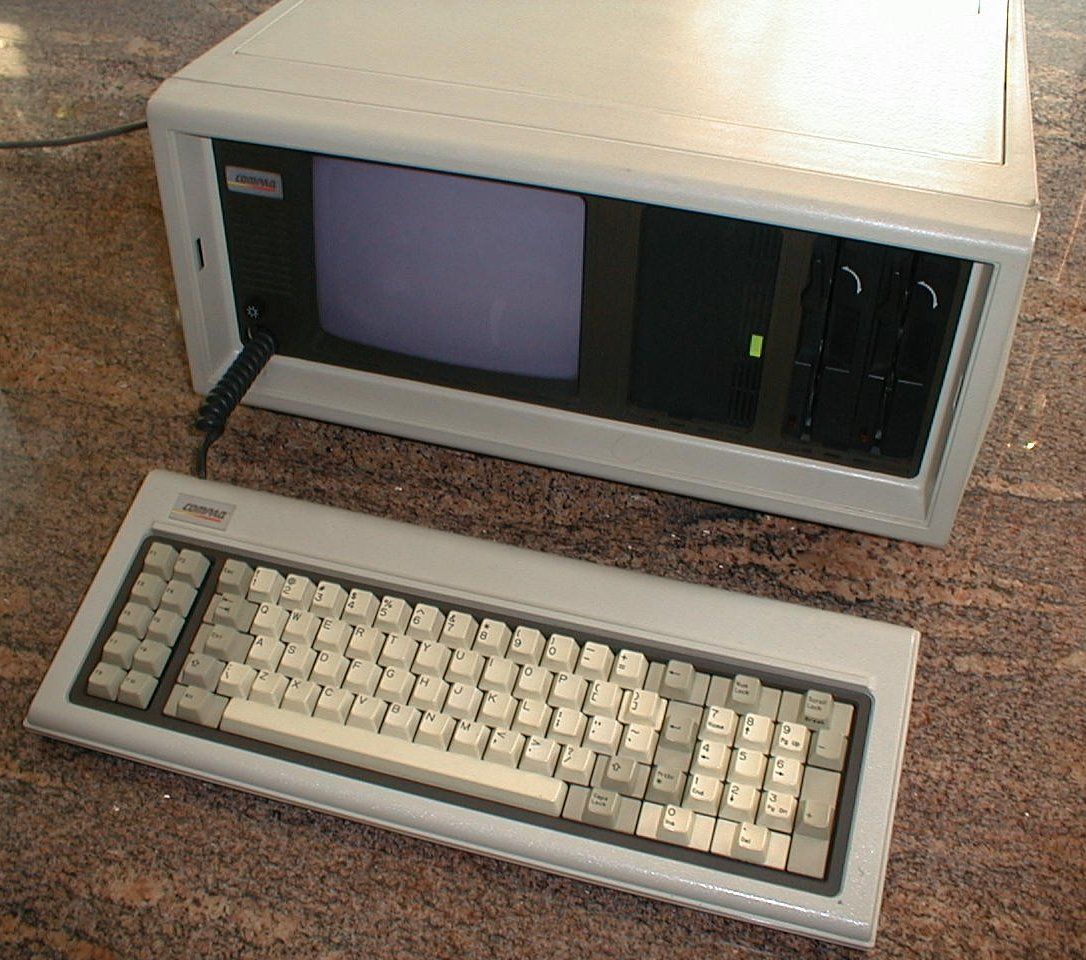
Compaq Portable

#### Compaq Portable
В ноябре 1982 года Compaq анонсировала свой первый продукт, переносной IBM PC совместимый персональный компьютер Compaq Portable. Он был выпущен в марте 1983 года и стоил 2995 американских долларов, значительно дешевле предложений конкурентов в то время. Compaq Portable был одним из предшественников современных портативных компьютеров. Его дизайн и конструктивное исполнение во многом навеяны прототипом Xerox NoteTaker. Компьютер был создан на основе микропроцессора Intel 8088 и был полностью IBM PC совместимым, позволяя запускать всё программное обеспечение, предназначенное для IBM PC. Компьютер имел коммерческий успех и в первый год было продано 53000 устройств. Compaq Portable стал первым в серии Compaq Portable. Compaq с полным правом торговала легальными клонами IBM PC, потому что IBM в основном использовала компоненты сторонних производителей. Успеху способствовало также и то, что Microsoft обладала правами лицензировать свою операционную систему MS-DOS для любых производителей IBM PC совместимых компьютеров. Единственной скопированной частью был BIOS, который Compaq использовал вполне законно, воспользовавшись принципом обратной разработки и заплатив за это 1 млн долларов.

#### Deskpro 286
В 1985 году Compaq выпустила Compaq Deskpro 286, 16-разрядный настольный компьютер, использовавший микропроцессор Intel 80286, работающий на частоте 7 МГц и поддерживающий работу с 8,1 Мб оперативной памяти. Модель с жёстким диском объёмом в 40 Мб стоила 2000 долларов. Compaq Deskpro 286 был значительно быстрее оригинального IBM PC и был полностью программно совместим с ним. Этот компьютер стал первым в серии компьютеров Compaq Deskpro.
Достигнув товарооборота в полмиллиарда долларов, в 1986 году Compaq выпустила Compaq Portable II. Он был значительно легче и меньше своего предшественника, обладал изменённым дизайном с 8 МГц процессором и жёстким диском в 10 Мб. Он был дешевле, чем IBM PC/AT и стоил 3199 долларов, или 4799 долларов за модель с жёстким диском.

#### Deskpro 386
Когда в 1986 году Compaq представила Compaq Deskpro 386, первый персональный компьютер, основанный на новом микропроцессоре Intel 80386, начался период увеличивающегося превосходства над IBM, которая ещё не использовала эти процессоры. В итоге подобные компьютеры IBM выпустила на 7 месяцев позже, к тому времени, когда Compaq уже была широко известным поставщиком компьютеров на основе микропроцессора 80386, а IBM перестала ассоциироваться с техническим превосходством.

#### Systempro
Соперничество и борьба за техническое превосходство с IBM обострились с выпуском сервера Systempro в конце 1989 года. Это был полноценный серверный продукт, с поддержкой SMP на базе 2 процессоров Intel 80386 или Intel 80486 и RAID; это был первый мультипроцессор на базе x86-архитектуры, и в нём впервые применена шина EISA, которая была ответом на разработанную IBM шину MCA.

### 1990-е
Одновременно с укреплением на рынке серверов в начале 1990-х годов Compaq вышла на розничный рынок с компьютерами серии Presario и стала одним из первых производителей, предлагавших персональные компьютеры по цене менее 1000 долларов. Стараясь удерживать цены, Compaq стала первым производителем компьютеров, использующим процессоры от AMD и Cyrix. Результатом ценовой войны, начатой Compaq, в конечном счёте стала потеря части рынка множеством конкурентов, наиболее значимые из которых — IBM и Packard Bell.
В июне 1996 года Compaq подала в суд на Packard Bell за нарушение двух патентов: ответчик согласился в течение 5 лет выплатить компенсацию, сумма не разглашалась. С 1997 года Compaq начала выпускать бюджетные компьютеры в ценовой категории до 1000 долларов за экземпляр.
В 1997 году Compaq купила компанию Tandem Computers, известную производством серверов NonStop. Это приобретение вывело Compaq на рынок производителей серверов.
В июле 1997 года Compaq одной из первых на американском рынке представила бюджетный персональный компьютер Presario 2200 ценой 799 долларов (при средней цене других ПК в 2000 долларов).
В 1998 году Compaq купила находившуюся в тяжёлом финансовом положении Digital Equipment Corporation, одного из лидеров компьютерного рынка в 1970-80 годах. Благодаря этому Compaq в одно мгновение стала вторым по прибыли производителем компьютеров в мире. Но, к несчастью для компании, исполнительный директор Экхард Пфайффер (Eckhard Pfeiffer), затеявший обе сделки, не имел чёткого представления о том, чем следует заниматься объединённой компании, а также как три абсолютно разные складывавшиеся годами культуры смогут работать как единое целое, в результате чего компании пришлось бороться за выживание. Пфайффер был снят с поста исполнительного директора в 1999 году в ходе борьбы за лидерство с председателем совета директоров Беном Розеном (Ben Rosen) и заменён Майклом Капелласом (Michael Capellas), бывшим управляющим по информационным технологиям. Капеллас сумел вернуть компании некоторое величие, растерянное в поздние дни правления Пфайффера, но компания продолжала борьбу с менее крупными конкурентами, такими как Dell.
После выхода в конце 1998 года на рынок бюджетных ПК eMachines, предлагавших аналоги по более низким ценам (до 400 или до 600 долларов) позиции Compaq пошатнулись: так, модель Compaq Presario 2286 с процессором Cyrix тактовой частотой 333 МГц стоила 799 долларов (с учётом монитора), а модель eTower 300K с процессором AMD тактовой частотой 300 МГц стоила 399 долларов (с учётом продававшегося отдельно монитора — 499 долларов). Однако в том же году Compaq предъявила обвинения eMachines в нарушении 13 патентов, которое было зафиксировано в трёх моделях eMachines. В частности, среди «пострадавших» патентов упоминались патенты на компьютерное оборудование (портативная док-станция, видеосистемы), технические процессы (скоростная печать) и разные функции (ввод пароля с клавиатуры). По словам компании, большинство нарушенных патентов на изобретения были зарегистрированы после 1996 года.
В ноябре 1999 года Compaq совместно с Microsoft разработала первую линию сетевых компьютерных систем, названных MSN Companions.
Во второй половине 1990-х Compaq также приобрела такие компании как Thomas-Conrad, Microcom и Inacom. Compaq принимала участие в создании суперкомпьютеров, многие из которых входили в список 500 самых производительных вычислительных систем в мире. Высокопроизводительные компьютеры производства Compaq использовались в проекте расшифровки генома человека. Compaq совместно с Motorola построила для Beijing Telecom первую в Китае беспроводную телефонную сеть на базе технологии CDMA.
Представительства Compaq были более чем в 100 странах мира. Компании принадлежали 17 фабрик по производству компьютерного оборудования, находящиеся в США (Техас), Великобритании (Шотландия), Китае, Сингапуре и Бразилии.

### 2000-е
В 2001 году компании Compaq и Hewlett-Packard объявили о слиянии. Множество владельцев акций HP, включая сына одного из основателей, Уолтера Хьюлетта, публично выступало против сделки, которая была похожа на результат нечестной борьбы и сговора. Слияние было одобрено только после наложения ограничений и заявлений об оказании давления в ходе голосования о покупке (повлёкшее заявление о секретной сделке в последнюю секунду с Bank of America), преследовавших новую компанию. Капеллас, не проработав и года после слияния, ушёл с поста президента HP. Карли Фиорина (Carly Fiorina), исполнительный директор HP, взяла обязанности Капелласа на себя и управляла Compaq ещё почти 3 года после ухода Капелласа. В течение этого времени HP уволила тысячи бывших работников Compaq, цена акций компании сильно упала, прибыль не выросла и впоследствии компания уступила своё место на рынке компании Dell. Как самостоятельная компания Compaq фактически прекратила своё существование. В феврале 2005 года Фиорина под видом ухода в отпуск предпочла уйти из компании, не дожидаясь, когда враждебно настроенный совет директоров её уволит. Место исполнительного директора HP занял Марк Хёрд. Некоторые продукты Compaq стали выпускаться под маркой HP, а другие продолжили выпускаться под маркой Compaq, в частности, персональные компьютеры, КПК и серверы.
По прошествии некоторого времени слово Compaq исчезло из названия линейки серверов ProLiant, однако все современные модели сохраняют преемственность с прежними. Названия линейки портативных компьютеров EliteBook и ProBook также стали лишь переименованием модельного ряда Compaq.
Хотя слияние компаний стало в финансовом плане крайне успешным и для Compaq, и для Hewlett-Packard, по итогам 2002 года журнал PC Magazine выставил выпущенным HP и Compaq новейшим десктопным компьютерам самые низкие оценки (такие же провальные оценки получили компьютеры от Acer, eMachines и NEC), в то время как высшие баллы были выставлены продукции Dell и Apple.
В мае 2007 года компания HP представила новый логотип подразделения Compaq, который был разработан для новой модели Compaq Presario.
В 2008 году HP Compaq стали именоваться бизнес-ноутбуки среднего ценового диапазона.
В 2009 году HP продаёт часть бывшей штаб-квартиры Compaq.
В 2010 году на фабрике HP в Китае был собран последний ноутбук под маркой Compaq Presario. С этого момента все подобные устройства выпускались под маркой HP (серия 2000).
В ноябре 2015 года громоздкая корпорация Hewlett-Packard сама была разделена на две компании: HP Inc. и Hewlett Packard Enterprise.

## Продукция Compaq
- Compaq Contura Aero[англ.], серия суб-ноутбуков.
- Compaq AlphaServer, серия высокопроизводительных серверов на основе процессоров Alpha.
- Compaq Armada[англ.], ноутбуки на основе процессоров Intel.
- Compaq Deskpro[англ.], серия настольных персональных компьютеров.
- Compaq Evo[англ.], настольные компьютеры и ноутбуки.
- Compaq LTE[англ.], ноутбуки.
- Compaq Portable[англ.], серия переносных персональных компьютеров, выпускавшаяся в 1980-х годах, компьютеры данной серии являются предшественниками современных ноутбуков.
- Compaq Presario?!, ноутбуки на основе процессоров AMD. После слияния с HP под этой маркой также стали выпускаться настольные персональные компьютеры.
- Compaq ProLiant, серверы выпускавшиеся как на базе 32-битных процессоров (Intel Xeon), так и на базе 64-битных (Intel Itanium).
- Compaq Prolinea[англ.], серия недорогих настольных компьютеров.
- Compaq Professional Workstation[англ.], серия рабочих станций.
- Compaq StorageWorks, системы хранения данных.
- iPAQ, КПК.
- Compaq tc1000[англ.], планшетный компьютер (Tablet PC).
- Compaq WL400, точка доступа для беспроводных сетей стандарта 802.11b, созданная на основе микросхем Intersil PRISM.

На сегодняшний день с развитием технологий производятся усовершенствованные ноутбуки Presario, серверные системы ProLiant и КПК iPAQ под торговой маркой Hewlett Packard.
Также выпускались среды разработки (IDE) Compaq Visual Fortran.

## Культура

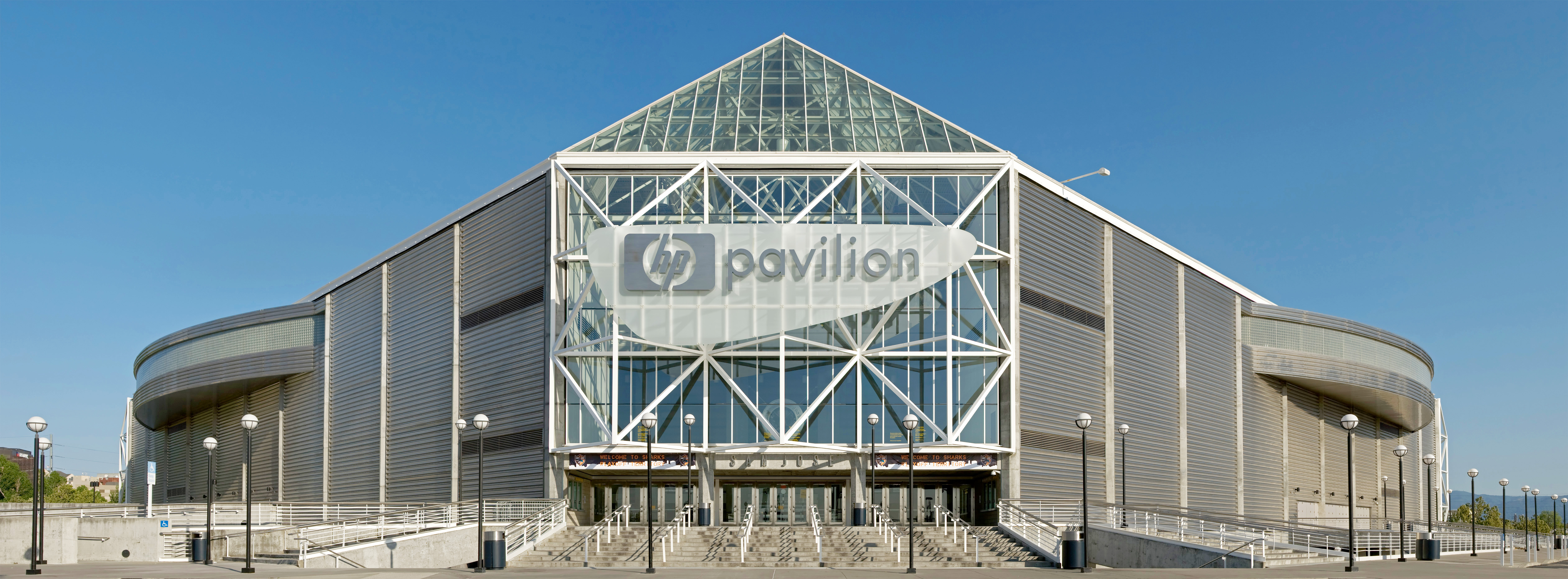
HP Pavilion

Именем компании названы 2 спортивных стадиона:
- Compaq Center в Хьюстоне, ранее называвшийся The Summit, спортивные команды из которого перешли в Toyota Center, а здание стало использоваться в качестве нового дома для Церкви Лейквуда (Lakewood Church), одной из самых больших протестантских организаций США[27].
- San Jose Compaq Center в Сан-Хосе (Калифорния) был переименован в HP Pavilion[28]. Это название стадиону дала Карли Фиорина, в огромной степени несущая ответственность за слияние компаний, некоторые шутники предлагают произносить как «HP Фи-арена».

## Конкуренты
До слияния с HP Compaq конкурировала с ныне материнской компанией, но после объединения бренды были разведены в разные ценовые ниши — Compaq стал более бюджетным. Конкурентами HP Compaq в первую очередь являются другие крупные производители компьютеров — Dell, Lenovo, Acer, Fujitsu-Siemens и другие. Изначально компания конкурировала с IBM, делая IBM PC-совместимые компьютеры, которые зачастую были дешевле и производительнее, чем компьютеры производства самой IBM.

## Compaq в России
Представительство Compaq в России было открыто в 1995 году в Москве. Активно компания начала продвигать свою продукцию на российском рынке с конца 1995 — начала 1996 года. Главой Compaq Россия являлся Роберт Беллманн. Всего в московском представительстве работало около 100 человек. С момента открытия представительства компания ежегодно наращивала своё присутствие на компьютерном рынке России. К 2000 году компания имела в России работоспособную дилерскую сеть, насчитывающую 8 дистрибьюторов, более 50 системных реселлеров и около 400 дилеров.
По итогам 2000 года Compaq в России:
- занимала 1-е место на рынке серверов архитектуры x86 (согласно данным IDC) с долей рынка 17,1 %.
- занимала 1-е место по поставкам персональных компьютеров в Россию среди международных компьютерных компаний.
- занимала 1-е место на рынке ПК-продуктов в денежном выражении[33].

В 2001 году руководитель европейского подразделения Compaq высказывался о возможном открытии сборочной фабрики в России, но это не было реализовано, так как в 2002 году произошло слияние с HP. К моменту слияния компания поставляла в Россию весь спектр производимого ею компьютерного оборудования.